# خورخه ئی هیرش
خورخه ادواردو هیرش (اسپانیایی: Jorge Eduardo Hirsch‎؛ زاده ۱۹۵۳) یک پروفسور فیزیک آرژانتینی-آمریکایی در دانشگاه کالیفرنیا، سن دیگو است. او شاخص اچ را به عنوان روشی برای اندازه‌گیری بازده علمی محققان ارائه کرد.
وی به‌ویژه به دلیل هشدارهایی که در سال‌های ۲۰۰۵ و ۲۰۰۶ دربارهٔ حمله اتمی احتمالی آمریکا علیه ایران داد و مقاله‌های متعددی که در این زمینه نوشت مشهور است.